# Никольское Второе (Орловская область)
Никольское Второе, также известна как Никольское 2-е — опустевшая деревня в Свердловском районе Орловской области. Входит в состав Яковлевского сельского поселения.

## География
Деревня расположена по обоим берегам реки Оптуха. 
Уличная сеть представлена двумя объектами: Прудная улица и Задорожная улица. 
Географическое положение: в 11 километрах от районного центра — посёлка городского типа Змиёвка, в 30 километрах от областного центра — города Орёл и в 342 километрах от столицы — Москвы.

## Население
| 2010 |
| ---- |
| 0    |